# Championnats d'Écosse de squash
Les Championnats d'Écosse de squash sont une compétition de squash individuelle organisée par la Fédération écossaise de squash. Ils se déroulent chaque année depuis 1972.
Alan Clyne détient le record de victoires masculines avec 10 titres. Dorothy Sharp, Pamela Nimmo et Senga Macfie détiennent le record de victoires féminines avec 5 titres.

## Palmarès

### Hommes
- 2025  : Greg Lobban[2]
- 2024  : Greg Lobban
- 2023  : Greg Lobban
- 2022  : Greg Lobban
- 2021  : non organisé pour cause de COVID
- 2020  : Alan Clyne
- 2019  : Alan Clyne
- 2018  : Alan Clyne
- 2017  : Alan Clyne
- 2016  : Alan Clyne
- 2015  : Alan Clyne
- 2014  : Alan Clyne
- 2013  : Greg Lobban
- 2012  : Alan Clyne
- 2011  : Stuart Crawford
- 2010  : Alan Clyne
- 2009  : Stuart Crawford
- 2008  : Alan Clyne
- 2007  : Stuart Crawford
- 2006  : Stuart Crawford
- 2005  : Stuart Crawford
- 2004  : Martin Heath
- 2003  : Martin Heath
- 2002  : Martin Heath
- 2001  : Martin Heath
- 2000  : John White
- 1999  : Neil Frankland
- 1998  : John White
- 1984-1997  : non attribué
- 1983  : Chris McManus
- 1982  : Mark Maclean
- 1981  : Gavin Dupre
- 1980  : Gavin Dupre
- 1979  : Neil Stewart
- 1978  : Chris Wilson
- 1977  : Robin Chalmers
- 1976  : Chris Wilson
- 1975  : Neil Martin
- 1974  : Neil Martin
- 1973  : Kim Bruce-Lockhart
- 1972  : Duncan Smith

### Femmes
- 2024  : Georgia Adderley[3]
- 2023  : Alison Thomson
- 2022  : Georgia Adderley
- 2021  : non organisé pour cause de COVID
- 2020  : Lisa Aitken
- 2019  : Lisa Aitken
- 2018  : Lisa Aitken
- 2017  : Georgia Adderley
- 2016  : Claire Gadsby
- 2015  : Claire Gadsby
- 2014  : Lauren Gray
- 2013  : Senga Macfie
- 2012  : Frania Gillen-Buchert
- 2011  : Senga Macfie
- 2010  : Lisa Aitken
- 2009  : Frania Gillen-Buchert
- 2008  : Senga Macfie
- 2007  : Claire Kidd
- 2006  : Frania Gillen-Buchert
- 2005  : Pamela Nimmo
- 2004  : Pamela Nimmo
- 2003  : Wendy Maitland
- 2002  : Wendy Maitland
- 2001  : Senga Macfie
- 2000  : Pamela Nimmo
- 1999  : Pamela Nimmo
- 1998  : Pamela Nimmo
- 1997  : Claire Waddell
- 1996  : Claire Waddell
- 1995  : Senga Macfie
- 1994  : Claire Waddell
- 1993  : Alison Bowie
- 1992  : Emma Donaldson
- 1991  : Emma Donaldson
- 1990  : Alison Bowie
- 1989  : Alison Bowie
- 1988  : Shirley Brown
- 1987  : Shirley Brown
- 1986  : Shirley Brown
- 1985  : Heather Wallace
- 1984  : Heather Wallace
- 1983  : Heather Wallace
- 1982  : Heather Wallace
- 1981  : Ray Lynch
- 1980  : Ray Gregg
- 1979  : Alex Bostock
- 1978  : Dorothy Sharp
- 1977  : Dorothy Sharp
- 1976  : Dorothy Sharp
- 1975  : Dorothy McNeill
- 1974  : Dorothy McNeill